# Cheirogaleinae
Cheirogaleinae è una sottofamiglia di Cheirogaleidae, una famiglia di lemuri malgasci.

## Descrizione
I membri di questa sottofamiglia sono caratterizzati da un aspetto vagamente simile a quello dei ghiri, con grandi occhi ed orecchie e lunga coda (almeno quanto il corpo) ricoperta di pelo. Come tutti i lemuri, possiedono mani con pollice opponibile e dotate di polpastrelli rigonfi e dalla superficie zigrinata, per una migliore presa sui rami più lisci.
Generalmente, si tratta di animali di ridotte dimensioni e dalla corporatura slanciata: a questa sottofamiglia appartiene infatti il più piccolo lemure esistente, Microcebus myoxinus. Tuttavia, alla stessa sottofamiglia appartengono anche animali di taglia paragonabile a quella dei Phanerinae, vale a dire i microcebi del genere Mirza, lunghi fino a mezzo metro. In generale, tuttavia, i Cheirogaleinae mantengono fisionomia più slanciata e con la testa (e relativi organi sensoriali, come occhi, orecchie e vibrisse) più grande in proporzione al corpo rispetto ai valuvi.

## Biologia
Si tratta di animali prettamente arboricoli e di abitudini notturne, che si nutrono prevalentemente d'insetti, ma non disdegnano ogni tanto di integrare la propria dieta con della frutta.

## Tassonomia
Alla sottofamiglia sono ascritte finora 26 specie, suddivise in quattro generi: ciò vuol dire che i Cheirogaleinae comprendono la quasi totalità delle specie ascritte alla superfamiglia dei Cheirogaleoidea, fatta eccezione per le quattro specie del genere Phaner, facenti parte della propria sottofamiglia (Phanerinae).
Lemuriformes
- Famiglia Cheirogaleidae
  - Sottofamiglia Cheirogaleinae
    - Genere Allocebus (1 specie)
    - Genere Cheirogaleus (7 specie)
    - Genere Microcebus (16 specie[1])
    - Genere Mirza (2 specie)